# František Udržal
František Udržal (Dolní Roveň, 1º gennaio 1866 – Praga, 25 aprile 1938) è stato un politico cecoslovacco, primo ministro della Cecoslovacchia dal 1º febbraio 1929 al 29 ottobre 1932.

## Biografia
Leader del partito agrario, inizia la sua carriera politica come membro del Parlamento locale della Boemia. Eletto nel Parlamento dell'Impero austro-ungarico, dopo la fine della prima guerra mondiale viene eletto deputato della Cecoslovacchia indipendente.
Dopo aver ricoperto la carica di Ministro della Difesa dal 1921 al 1929, viene nominato primo ministro in sostituzione di Antonín Švehla.